# PBS NewsHour
PBS NewsHour é um telejornal estadunidense transmitido na rede de TV PBS. Apresentado por Amna Nawaz e Geoff Bennett, as transmissões do programa durante a semana duram uma hora e são produzidas pela WETA-TV em Washington, DC. Aos sábados e domingos, a PBS exibe uma edição de 30 minutos do programa, PBS News Weekend, ancorado por John Yang; originalmente produzido na cidade de Nova York pela WNET.

## Transmissão
O PBS NewsHour é transmitido em mais de 350 emissoras e redes afiliadas da PBS. Além disso, o programa é transmitido por algumas emissoras de rádio da NPR. 